# Relaciones entre la Unión Soviética y sus Estados satélite durante la Guerra Fría

Configuración del Bloque del Este tras la Segunda Guerra Munidal

Las relaciones internacionales entre la Unión Soviética y sus Estados satélites fueron una serie de acciones diplomáticas, comerciales y geopolíticas llevadas a cabo entre los dirigentes de la Unión Soviética (1922-1991) y sus homólogos de aquellos Estados socialistas resultantes en Europa de la Segunda Guerra Mundial, que se posicionaron como aliados políticos de la URSS durante la Guerra Fría (1945-1991).
Durante este periodo, las relaciones que la Unión Soviética mantuvo con los demás países aliados del Bloque del Este en Europa definieron el paisaje geopolítico dentro del Telón de Acero, así como las dinámicas sociales en su área de influencia. Los estados-satélite resultantes de la Segunda Guerra Mundial asegurarán a la Unión Soviética una línea de defensa frente al Bloque Occidental en forma de países tapón o colchón. Los distintos gobiernos soviéticos dirigirán de forma firme y decisiva la toma de decisiones políticas a lo largo y ancho del paraguas soviético desde 1945 hasta la disolución de la URSS en 1991-1992, si bien el declive de su influencia llega ya de manera definitiva en 1989 con la desaparición de la mayoría de regímenes socialistas en Europa Central y Oriental. 

## Contexto histórico
La ‘Cortina de Hierro’ o Telón de Acero (En inglés: Iron Curtain) es un término político: una metáfora de la división que surgió en Europa después de la Segunda Guerra Mundial (1939-1945). Tras la victoria aliada en la guerra, los países vencedores dividieron la Europa ocupada, cayendo la parte occidental del continente bajo la influencia del liberalismo y capitalismo americano. Los países de Europa Central y del Este, por dónde había pasado el Ejército Rojo de la URSS en su camino hacia Alemania, se convirtieron en regímenes socialistas a favor del Kremlin. Así se conformó la Europa de la segunda mitad del siglo XX. Alemania quedó dividida entre un estado liberal (RFA) con capital en Bonn, y uno comunista alrededor de Berlín, ciudad a su vez también dividida. Polonia redibujó sus fronteras previas a la guerra y Rumanía perdió Moldavia a favor de la URSS. Desde entonces, Stalin promovió una política de alejamiento con sus anteriores aliados, separando estos nuevos estados-tapón de los que quedaron a favor de Estados Unidos.
El Bloque Comunista en Europa se volvió relativamente hermético, un claro signo de que la Guerra Fría acababa de comenzar. Desde 1947 con la adopción de la Doctrina Truman, que trataba de frenar la expansión soviética apoyando regímenes capitalistas (no necesariamente democráticos); y hasta la disolución de la URSS en 1991, el Telón de Acero va a marcar la vida de todos los europeos, convirtiéndose en uno de los símbolos más evidentes de la división mundial en dos bloques: capitalista y comunista.
El término se fue popularizando conforme avanzaron los años, pero fue ya el primer ministro británico Churchill quien así lo sentenció en un discurso en 1946: “Desde Stettin [hoy Szczecin], en el Báltico, hasta Trieste, en el Adriático, un telón de acero ha descendido sobre el continente. Detrás de esa línea se encuentran todas las capitales de los antiguos Estados de Europa Central y Oriental. Varsovia, Berlín, Praga, Viena, Budapest, Belgrado, Bucarest y Sofía; todas estas famosas ciudades y las poblaciones que las rodean se encuentran en lo que debo llamar la esfera soviética, y todas están sujetas, de una forma u otra, no sólo a la influencia soviética, sino a una medida muy elevada y en algunos casos creciente de control por parte de Moscú.”

Mapa del Telón de Acero

Churchill sí incluye en este discurso a Yugoslavia como parte del bloque del este, a pesar de que debido al desarrollo de la política exterior de este país a lo largo del siglo XX y en especial por su alejamiento de la órbita de poder soviética (ruptura entre el mariscal Tito y Iósif Stalin) acabaría por no ser un estado vasallo de la URSS, jugando un papel clave en el desarrollo del Movimiento de Países No Alineados. También hay que destacar que entre las ciudades europeas que el primer ministro nombra está Viena, a pesar de que Austria no formó parte del telón de acero. El motivo de esto es que, tras la victoria aliada en la Segunda Guerra Mundial, Austria fue ocupada por los ejércitos vencedores siguiendo el mismo modelo que en Alemania. Se dividió el país y la capital de forma separada, quedando parte por tanto de Austria y Viena bajo control soviético. Ese era el estado de Austria cuando Churchill pronunció su discurso en 1946. Pero al contrario que Alemania, en Austria se estableció una república federal en todo el país, y para 1955 se aprobó legalmente la neutralidad de Austria. De ese modo, y también por presión tanto austríaca como de los aliados occidentales, la Unión Soviética perdió su influencia en Viena.
Con todo esto ya tenemos el escenario histórico sobre el que transcurrirán las relaciones internacionales en Europa central y oriental hasta la caída del Telón de Acero, que comenzó en 1989 y que tuvo por golpe final la disolución de la Unión Soviética entre 1991 y 1992. Hasta que esto ocurra, la URSS empleará todo el aparato del estado para ganar influencia sobre sus aliados, dirigir sus economías y controlar las políticas estatales y supraestatales. Estas naciones-tapón no fueron simples aliados ideológicos, sino un instrumento de seguridad nacional y un valiosísimo input para las economías comunistas de Europa. Por ello, la Unión Soviética creó y fomentó el desarrollo de dos organizaciones internacionales (entre muchas otras) que fueron clave para entender cómo funcionaba el mundo dentro del telón: el Pacto de Varsovia y el COMECON.

Miembros de la OTAN (azul) y del Pacto de Varsovia (rojo) en 1973. Los números representan las tropas de esas organizaciones en cada país.

El Tratado de Amistad, Colaboración y Asistencia Mutua, más conocido como Pacto de Varsovia por ser allí dónde se firmó en 1955, fue una alianza de cooperación militar, que buscaba en teoría la mutua protección de sus Estados miembros en caso de amenazas tanto internas como externas. El Pacto era la parte contrarrestante al Tratado del Atlántico Norte (OTAN), organización militar de misma índole, pero americana. En la práctica, el tratado sirvió para mantener bajo control soviético a los demás países socialistas de Europa hasta el fin de la guerra fría. El tratado se usó como herramienta para detener la influencia del capitalismo que pudiera surgir tras el telón de acero y proteger el modelo de vida comunista. Así, veremos en los casos de distintos países cómo la URSS aplastó revoluciones políticas valiéndose de esta organización.
El líder de la Unión Soviética Leonid Brezhnev (1964-1982) lo describió perfectamente en unas declaraciones al periódico estatal Pravda: “Cuando existen fuerzas que son hostiles al socialismo y tratan de cambiar el desarrollo de algún país socialista hacia el capitalismo, se convierten no sólo en un problema del país concerniente, sino un problema común que concierne a todos los países comunistas.” Este artículo es posterior a la Primavera de Praga de 1968, una de esas revoluciones anticomunistas que la URSS detuvo militarmente. Con estas palabras se establecía la Doctrina Brezhnev, contrarrestando la Doctrina Reagan, pero en vez de proteger la democracia liberal, protegían la revolución socialista.

Los bloques comerciales europeos a fines de la década de 1980. Los estados miembros de la CEE están marcados en azul, EFTA – verde y Comecon – rojo.

La otra organización internacional que debemos mencionar es el Consejo de Ayuda Mutua Económica, más comúnmente denominado por su abreviatura en inglés: COMECON. Esta organización internacional pretendía facilitar la cooperación internacional en materia económica, y servía como alternativa socialista a las ayudas del Plan Marshall de los Estados Unidos primero, y a la Comunidad Económica Europea después. Así, la URSS impulsó las relaciones comerciales internacionales y obtuvo acceso a recursos económicos y mano de obra de sus países aliados. Los soviéticos controlaban en gran medida las políticas económicas de los Estados miembros del COMECON, y dictaron cómo debían de establecerse los planes de producción en el bloque del Este. A diferencia del Pacto de Varsovia, el COMECON no se mantuvo como una organización únicamente europea, sino que con los años introdujo miembros extracontinentales como Mongolia, Cuba, Vietnam, Corea del Norte, etc. Todos ellos países de corte comunista que dependían en gran medida del poder económico de la URSS, aunque curiosamente también hubo miembros observadores que fueron estados no-socialistas, como Finlandia y México.

## Relaciones Unión Soviética-Alemania Oriental (1949-1990)
La ‘República Democrática Alemana’ (En alemán: Deutsche Demokratische Republik) o simplemente RDA, fue quizás el ejemplo más evidente del modelo de estado-satélite soviético. Los líderes de la URSS tuvieron la voluntad de partir Alemania en dos para garantizar su seguridad en Europa Central. La existencia de la RDA es exclusivamente ideológica y geopolítica, y no responde en ningún caso a un deseo nacionalista, ni social ni étnico. Los alemanes son exactamente iguales a uno y otro lado del Telón. Alemania del Este se convirtió desde su creación en el mayor símbolo de la división del continente.

### El control soviético de la política interior

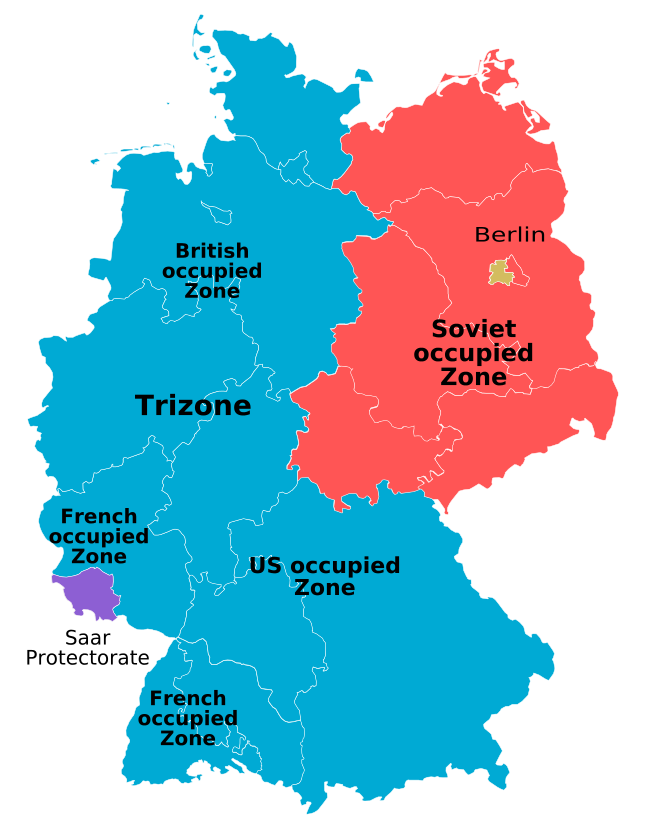
División de Alemania tras la Segunda Guerra Mundial. En color rojo las zonas de ocupación soviética.

Ya desde su establecimiento en 1949, la RDA se convirtió en una marioneta del Kremlin, desde dónde se llevaba a cabo la verdadera toma de decisiones política. Los soviéticos moldearon Alemania como una república marxista-leninista, al modelo socialista ruso; federal, con cinco estados o länder (si bien se transformaron en distritos a partir de 1952 para evitar la fragmentación política); y unipartidista, a manos del Partido Socialista Unificado de Alemania (en alemán: Sozialistische Einheitspartei Deutschlands), que se formó con ayuda de las autoridades soviéticas en Alemania durante los primeros años tras la guerra. La presencia soviética en Alemania era absoluta. La URSS contaba con una embajada en Berlín Este, así como con consulados en Dresde, Leipzig, Magdeburgo y Potsdam. Éstos no sólo albergaban a la misión diplomática soviética, sino que también funcionaban como cuarteles de espionaje del KGB, conocidos como Residencias (en ruso: резиденту́ра).
Para asegurar la correcta dirección política del país, la Unión Soviética implantó en 1949 un órgano administrativo y diplomático: la Comisión de Control Soviético (en alemán: Sowjetische Kontrollkommission) o SKK. Su función era la administración y supervisión del gobierno federal y sus ramas. A partir de la muerte de Stalin en 1953, pasó a conocerse como la Alta Comisión de la URSS en Alemania. Este comité estaba dirigido por el general Vasily Chuikov primero, y por Vladimir Semyonov después. De este modo, los soviéticos mantenían un alto nivel de control sobre las instituciones alemanas, a través de estos dirigentes en la sombra, quiénes sirvieron como líderes de facto, especialmente en momentos de crisis.
Además, la URSS promovió un Estado policial, donde la represión y la persecución política estuvieron a la orden del día, gracias a la Volkspolizei (cuerpo de policía nacional) y especialmente a través del Ministerio para la Seguridad del Estado (en alemán: Ministerium für Staatssicherheit) más conocido como la Stasi: un órgano de seguridad interior e inteligencia, basado en el servicio secreto soviético o KGB. Sus agentes eran entrenados por oficiales soviéticos, quiénes ocupaban a su vez cargos en la cúpula del ministerio.

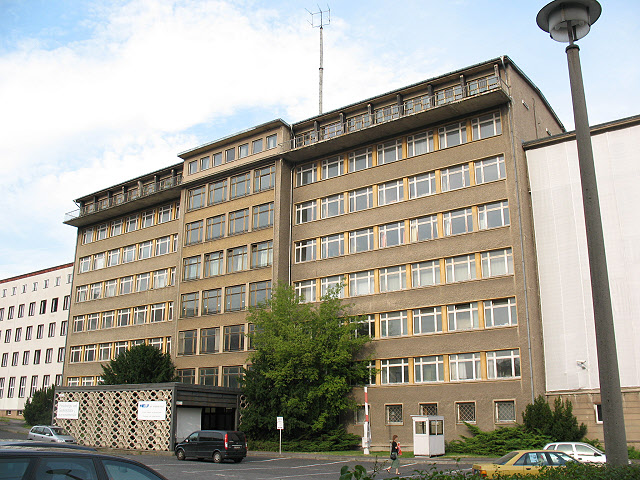
Sede principal de la Stasi, Berlín Este.

Pero cuando esto no bastaba para mantener el orden establecido, Moscú contaba también con una división permanente del Ejército Rojo estacionada en Alemania. El Grupo de Fuerzas Soviéticas en Alemania (también conocido como Grupo Occidental de Fuerzas) se repartía en siete bases militares a lo largo del país e incluía tanto divisiones terrestres como de la fuerza aérea. Tuvieron un papel clave durante la Sublevación de 1953 cuando, tras una reforma laboral que subía los impuestos y bajaba los salarios, trabajadores de las empresas estatales se lanzaron a la calle a protestar. Las manifestaciones comenzaron en Berlín el 16 de junio de 1953 y se expandieron rápidamente por toda Alemania. Al día siguiente, 40.000 obreros salieron en protesta a las calles de Berlín, dónde se enfrentaron con las tropas soviéticas, que habían tomado la ciudad y sustituido a la policía. En menos de un día sofocaron la revuelta, dejando más de cincuenta muertos y miles de heridos. En otras ciudades como Dresde y Magdeburgo, la Stasi, ayudada por el Ejército Rojo, pudo contener a los manifestantes. No hubo a penas heridos, si bien varios cientos de personas fueron arrestadas y procesadas.
Los sucesos enfurecieron al gobierno de Stalin, que pronto mandó al entonces presidente del Consejo de Estado, Walter Ulbricht, rendir cuentas en Moscú. Como consecuencia de la sublevación, el ministro de Seguridad Estatal, Wilhelm Zeisser fue destituido. Además, la Comisión de Control Soviético llevó a cabo reformas estructurales y de personal en la Volkspolizei, la Stasi, el ministerio de Defensa Nacional y en la Comisión de Planificación Estatal. Todo ello demuestra cómo las estructuras y políticas del Estado cambiaban por deseo de la URSS y a su conveniencia.

### El control soviético de la política exterior
En materia de asuntos exteriores Alemania no corrió mejor suerte. La URSS dictaminaba como se debía relacionar la RDA con el mundo, y especialmente con el bloque capitalista. En cuanto a política exterior se refiere, dos eventos marcaron por encima de todo las intenciones soviéticas en Alemania del Este, ambos relacionados con su capital.

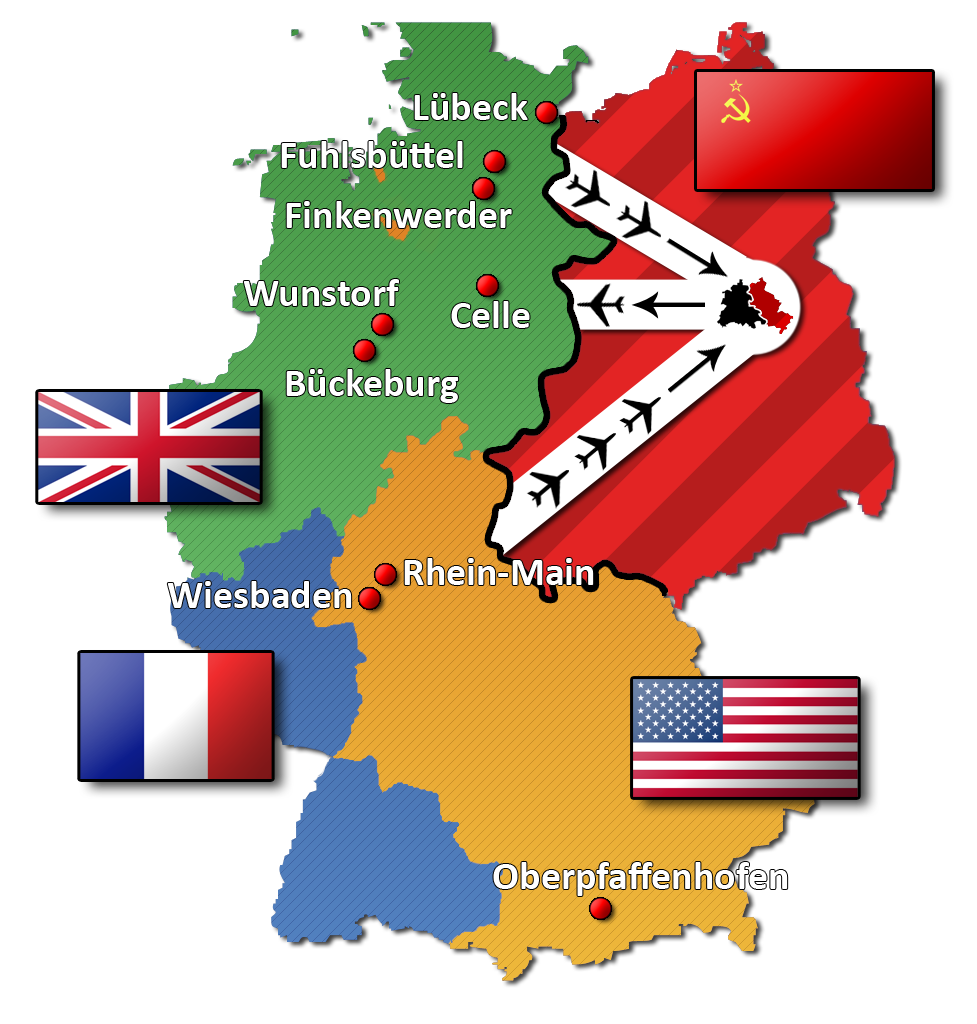
Mapa de los corredores aéreos que podían llegar hasta Berlín

Por un lado, las políticas agresivas del bloque soviético tras la Segunda Guerra Mundial se vieron reflejadas en el Bloqueo de Berlín, que comenzó el 24 de junio de 1948 con el cierre de fronteras de la Alemania socialista (aún entonces bajo ocupación soviética) con la intención de incomunicar Berlín Occidental del resto de los territorios ocupados por EEUU, Reino Unido y Francia (lo que más tarde sería la República Federal Alemana). El objetivo era presionar a las potencias liberales a rendir Berlín a los soviéticos, así como responder a la reforma económica y monetaria que las potencias occidentales pretendían implantar en el lado francés y en la bizona británico-estadounidense. El Bloqueo duró once meses, pero los aliados del bloque capitalista consiguieron abastecer su lado de Berlín gracias a constantes vuelos desde el resto de Alemania (unos novecientos al día). Viendo que las medidas tomadas no habían funcionado, y que el descontento de todos los berlineses crecía día a día, Stalin ordenó levantar el bloqueo el 12 de mayo de 1949. Éste fue un duro golpe para la imagen de la URSS entre los alemanes, lo que se trató de enmendar con campañas propagandísticas durante los años 50, mostrando la amistad y solidaridad soviética con la recién creada República Democrática.

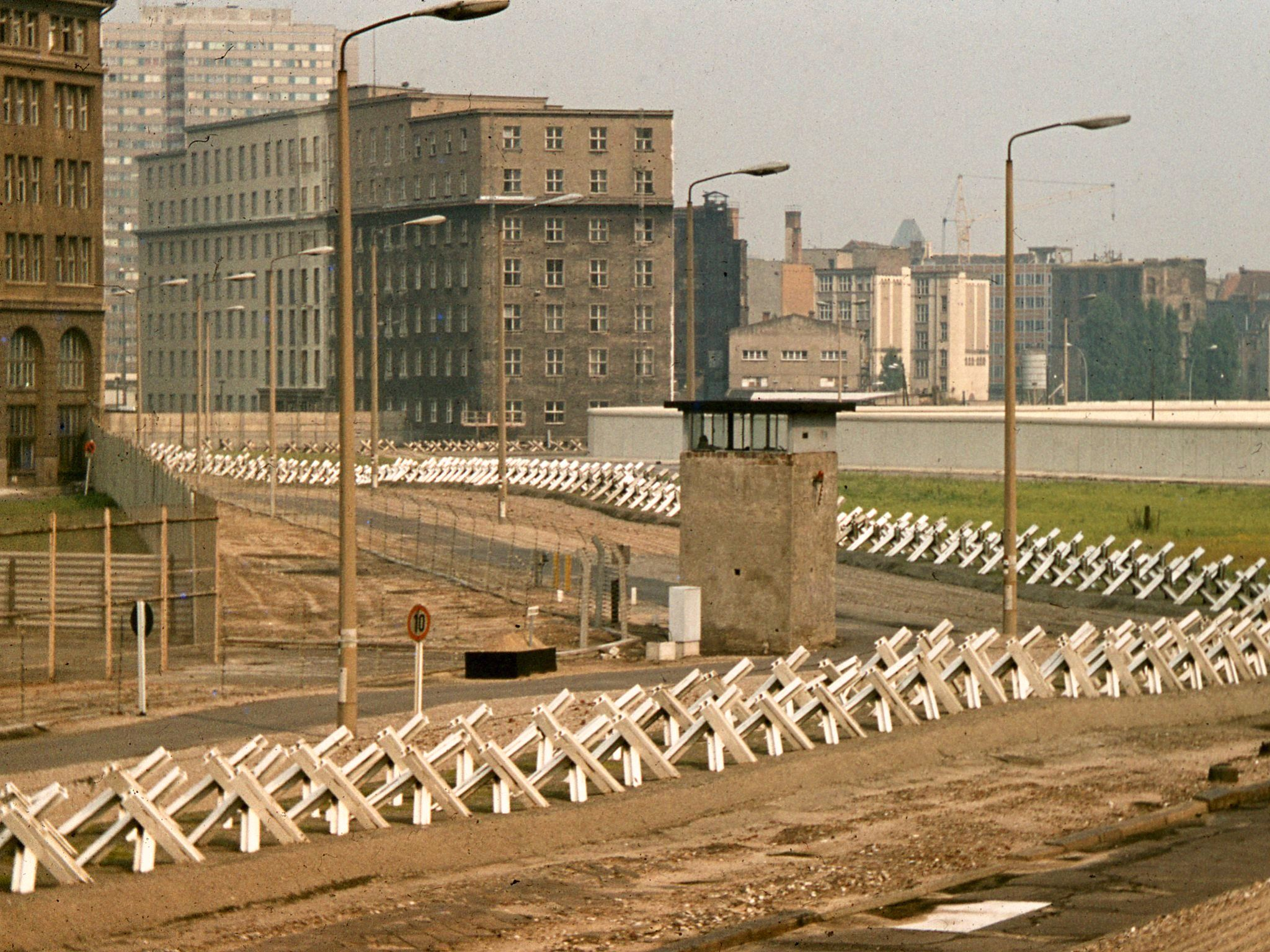
Sección del Muro de Berlín, 1977.

El otro gran evento que definió el control soviético de la política exterior alemana fue el Muro de Berlín. Fue erigido el 13 de agosto de 1961 como medida de contención y para controlar mejor el tráfico fronterizo. En otras palabras, el muro servía para evitar que miles de berlineses escapasen al lado occidental de la ciudad, ya que, desde finales de los años 50, Berlín Este se estaba vaciando. Moscú apoyó la iniciativa ante los miembros del Pacto de Varsovia, y financió las reformas fronterizas necesarias. Todo el proceso fue supervisado por la SKK. Así, el muro se transformó en la prueba más visible del Telón de Acero: el más grande símbolo de la Guerra Fría y la división mundial en dos bloques. Las discusiones sobre el uso del muro fueron un tema de diálogo frecuente entre la URSS y la RDA, especialmente durante la administración de Brezhnev. 
Durante el liderazgo de Walter Ulbricht, el gobierno de la RDA era escéptico, y temía el empeoramiento de las relaciones exteriores alemanas a causa de esta nueva política de seguridad. Ante la crítica del Consejo de Estado Alemán, Brezhnev fue otorgando más y más poder a los cuerpos de seguridad como la Stasi y la Volkspolizei, dejando a un lado al gobierno alemán, y confiando más en el juicio de la SKK. A pesar de las diferencias que ambos países pudieran tener acerca del muro, la realidad es que la división interalemana en Berlín continuó hasta el 9 de noviembre de 1989, y en general tampoco empeoraron las relaciones internacionales entre ambos países.

### El papel de Erich Honecker

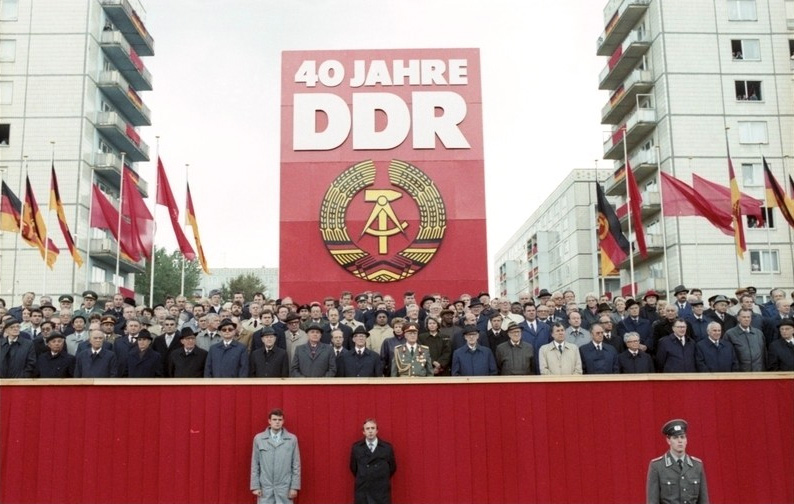
Honecker en los actos por el 40.º aniversario de la RDA, 1989

Presidente del Consejo de Estado entre 1976 y 1989, Erich Honecker (n. 1912-f. 1994) representó no sólo un cambio en la política diplomática de la RDA, sino que fue uno de los actores principales de la disolución de Alemania Oriental. Ya en 1971 sustituyó a Ulbricht como secretario general del Partido Socialista Unificado Alemán, junto al cargo de presidente del Consejo de Defensa Nacional, convirtiéndose en el líder de facto del país. Su rápido ascenso al poder fue promovido por Brezhnev, enemistado entonces con Ulbricht. Erich Honecker se presentaba como un líder menos ortodoxo y algo más demócrata, aunque en la realidad mantuvo las políticas policiales de represión y reforzó el papel de la Stasi dentro de Alemania. A su vez, Honecker supo desvincularse ligeramente de la dirección política soviética, tratando de dar a la RDA una identidad propia como nación socialista, aunque siempre enmarcándose en el Bloque del Este. 
Su administración obtuvo ciertas licencias del Kremlin para poder promover la cultura y especialmente la educación, a través de programas educativos entre los países comunistas y de movilidad en las universidades, incluso con el bloque occidental. Honecker pretendía así moldear el estado de forma más independiente, buscando realizar sus propias reformas. Por ello, apartó a la SKK y promulgó las instituciones propias alemanas. Las relaciones con la URSS se empezaron a torcer a partir de 1985 con la introducción de las iniciativas de reforma glasnost (“apertura”) y perestroika (“reestructuración”) de la mano del entonces secretario general soviético Mijaíl Gorbachov. Honecker, que había sido más partidario de la doctrina Brezhnev, no estaba de acuerdo con la imposición de estas reformas socioeconómicas en la RDA, llegando a escribir a la oficina de Gorbachov: “Hemos hecho nuestra perestroika, no tenemos nada que reestructurar”[cita requerida]
Las tensiones crecieron entre él y Gorbachov, a quién consideraba un mal socialista y un traidor a los valores del marxismo-leninismo.[cita requerida]
A finales de los años 80, Honecker desafió el poder de Gorbachov en Alemania, celebrando eventos por iniciativa propia y haciendo reformas represivas que se oponían a los planes de Moscú, todo ello como provocación hacia la Unión Soviética. Fueron estas reformas (o más bien contrarreformas) las que provocaron una cada vez mayor fuga de gente hacia el lado occidental. Pronto Alemania se distanció también de sus vecinos y aliados, cerrando las fronteras con Checoslovaquia y Polonia y rompiendo las relaciones diplomáticas con Hungría. El alejamiento de la URSS y los sucesos anteriormente mencionados denotaban ya la inestabilidad y decadencia de la RDA, que se negaba a cambiar. El politburó (comité ejecutivo del partido), contrario a la dirección política de Honecker (y presionado por la Unión Soviética) destituyó a éste en octubre de 1989. Tres semanas más tarde, el 9 de noviembre, el Muro de Berlín cayó.

## Relaciones Unión Soviética-Bulgaria (1946-1990)
La República Popular de Bulgaria (en búlgaro: Народна Република България) fue una nación socialista, conformada como estado marxista-leninista, república unitaria y unipartidista. Se caracterizó por una economía de planificación estatal quinquenal, dependiente en gran medida de la colaboración con Rumanía y especialmente con la Unión Soviética. El Partido Comunista Búlgaro, que conformaba el comité central y el consejo de estado, siguió un programa de “estalinización” desde el fin de la Segunda Guerra Mundial hasta 1953. Se convirtió así en un Estado policial, con una estructura política y económica a la soviética y encuadrado en las organizaciones internacionales del Bloque del Este.

Parche de la misión Soyuz 33

A partir de 1954 hay que destacar la figura de Tódor Zhívkov (1911-1998), presidente del consejo de Estado, cuya carrera política fue paralela a la de los líderes soviéticos Nikita Khrushev primero y Leonid Brezhnev después. Bajo su mandato entre 1954 y 1989, el más largo de ningún estado del Telón de Acero, se aplicó firmemente la Doctrina Brezhnev. Bulgaria participaba activamente del Pacto de Varsovia, y armaba a su ejército gracias al apoyo soviético. A cambio, la URSS disponía de una base militar cerca de Burgas, en la costa del Mar Negro, lugar estratégico para monitorizar el tráfico naval, por su situación cercana a Grecia y Turquía, ambos miembros de la OTAN. Zhívkov promovió desde finales de los 60 el desarrollo tecnológico del país, fomentando la inversión en su complejo industrial. En los años 60 y 70, colaboraron estrechamente con Programa Espacial Soviético, la agencia aeroespacial soviética, desarrollando software para las misiones espaciales. Así, en 1979, lanzaron una misión conjunta al espacio con el objetivo de operar una estación espacial soviética. La misión fue conocida como Soyuz 33, en la que participó el primer cosmonauta búlgaro, Georgi Ivanov. Bulgaria fue un miembro clave del programa de colaboración internacional Intercosmos, que buscaba apoyar a los estados-satélite en su participación en las iniciativas de Roscosmos durante la carrera espacial.
Tódor Zhívkov enfocó la iniciativa estatal en el desarrollo de tecnologías de la información. Bulgaria era conocida como el “Sillicon Valley del Bloque del Este”. Gracias a la inversión conjunta con el Kremlin, la empresa estatal Pravetz exportó ordenadores a la Unión Soviética y a otros socios comerciales como la RDA y Checoslovaquia.
El deterioro de las relaciones búlgaro-soviéticas comenzó a mediados de los años 80 con la imposición soviética de las reformas de Gorbachov, a lo que Zhívkov se opuso. Gorbachov lo incluyó en el “Grupo de los cuatro”, una expresión que hacía referencia a los líderes comunistas que se resistían a la perestroika (Zhívkov más el alemán Honecker, el rumano Ceaușescu y el checoslovaco Husák). El comité central de la URSS presionó a miembros del Partido Comunista Búlgaro para que echaran a Zhívkov. De ese modo, el primer ministro Georgi Atanasov, junto con otros altos directivos, forzaron la dimisión de Zhívkov el 17 de noviembre de 1989 (Kelleher, 2009). El muro había caído y el Telón de Acero no podía resistir mucho más. El nuevo gobierno reformó el estado hacia el multipartidismo, lo que con las elecciones libres de 1990 supuso el fin de la República Popular de Bulgaria.

## Relaciones Unión Soviética-Checoslovaquia (1948-1990)

### Formación como estado-satélite
Las relaciones bilaterales entre Checoslovaquia y la Unión Soviética comenzaron ya antes de la Segunda Guerra Mundial. En 1935, firmaron un tratado de asistencia mutua incentivado por el creciente temor a acciones militares por parte de la Alemania Nazi. Durante la Guerra, el gobierno checoslovaco en el exilio, mantuvo relaciones con el alto mando soviético para coordinar la liberación del país. En 1945, con los alemanes en retirada, Stalin realizó una serie de peticiones a cumplir como condición si los checoslovacos querían contar con el apoyo del Ejército Rojo. El Kremlin demandó que una vez terminara la guerra, Checoslovaquia debía seguir la política exterior soviética. El gobierno exiliado accedió, lo que se vio reflejado en los Decretos de Beneš (firmados por el entonces presidente Edvard Beneš). Fueron una serie de reformas a nivel estatal que moldearon Checoslovaquia durante la guerra y tras los primeros años de esta. Una de las condiciones más destacadas fue la anexión soviética de la Rutenia Subcarpática, una región oriental de Eslovaquia, actualmente en Ucrania.

Escudo de la República Socialista de Checoslovaquia.

Con la Ofensiva de Praga (6 al 11 de mayo de 1945), la última gran operación militar en Europa durante la guerra, finalizó la ocupación alemana del país. En 1946 se reestableció la República y se convocaron elecciones libres. A pesar de los acuerdos con la URSS, los checoslovacos mantenían gran independencia. Pero la victoria de los comunistas en dichas elecciones cambió el curso político. Los soviéticos vieron una oportunidad de añadir a Checoslovaquia al Bloque del Este. Así, en 1948, tras dos años de gobierno democrático, financiaron un golpe de Estado, pasando a ser el Partido Comunista de Checoslovaquia (más conocido como KSČ) el partido único del país, y transformando el estado en una república marxista-leninista de economía planificada.
Entre 1948 y 1957, Checoslovaquia sufrió un continuo proceso de “stalinización” que acercaba al país a la dirección soviética y lo alineaba como un estado-satélite dentro del Telón de Acero. Durante estos años fue clave el liderazgo de Klement Gottwald primero y Antonin Zápotocký después.

### Alexander Dubček y la Primavera de Praga
La presidencia a partir de 1957 de Antonín Novotny, de corte estalinista y cercano a Brezhnev, traerá consigo el germen del declive de los siguientes años. La economía planificada había sumergido al país en una crisis agrícola, y a mediados de los años 60 Checoslovaquia se encontraba en situación de estancamiento. Para 1965 eran muchos los que desde el partido cuestionaban su liderazgo, y desde la ciudadanía se exigían reformas socioeconómicas que permitiesen modernizar el país. Por un lado, la élite intelectual pedía libertad de expresión y una mayor democratización de las estructuras gubernamentales. Por otro, miembros del Partido, liderados por Ota Šik y Alexander Dubček, exigían pasar a una especie de “economía mixta”, combinando elementos capitalistas, pero con control estatal. El gran descontento social por la incapacidad de Novotny para llevar a cabo las reformas necesarias supuso su destitución en enero de 1968 a favor de Alexander Dubček. Este político eslovaco dio un giro de 360 grados a la dirección del país.
Sus reformas trajeron la casi total libertad de expresión, de asociación y de reunión. Durante los siguientes meses liberalizó la economía moderadamente e impulsó un Plan de Acción que permitía la disidencia política y la libertad de prensa. Dubček creía tener el apoyo de Moscú y pensaba que, como miembro de la esfera soviética, Checoslovaquia podía permitirse remodelar el estado con mayor flexibilidad que las naciones occidentales. Este plan de acción puesto en marcha en marzo de 1968 fue conocido como “socialismo de rostro humano” (en checo: socialismus s lidskou tváří), lo que originó la Primavera de Praga. 
Pero pronto se vio que el gobierno checoslovaco no contaba con el beneplácito del Kremlin, ya que Brezhnev pidió reunirse con Dubček en Dresde en marzo de ese mismo año, donde le exigió que pusiese freno a las reformas. Sin embargo, Dubček continuó la democratización del país, lo que llevó a la Declaración de Bratislava (03/08/1968), en la que los demás Estados miembros del Pacto de Varsovia (excepto Rumanía) forzaron a Dubček a aceptar la capacidad de intervención militar soviética en caso de que un “sistema burgués” acabase por ser implantado en Checoslovaquia. A pesar de las crecientes tensiones entre Praga y Moscú, no existía entonces razón para pensar que la soberanía nacional estaba en juego. Los soviéticos no tenían tropas estacionadas en el país, y además Brezhnev aseguraba que la Declaración de Bratislava no era más que un acuerdo de asistencia que sólo podría emplearse como último resorte.
El error de Dubček fue creer a Brezhnev, pues el 20 de agosto el Ejército Rojo lanzó una invasión a gran escala del país, tomando los aeropuertos y puestos militares primero, para más tarde ocupar las ciudades. El politburó de la URSS justificaba la operación alegando que las reformas checoslovacas ponían en riesgo el modo de vida de todo el bloque, y exponían a la URSS ante las potencias occidentales. Por el contrario, el gobierno de Praga defendió ante la comunidad internacional que la invasión era una agresión ilegítima. El 26 de agosto la decisión del Kremlin de mantener a Dubček en el poder debido a su inmensa popularidad entre la población checoslovaca, quienes resistían a las fuerzas de ocupación, se hizo efectiva. Ese día Dubček y otros líderes reformistas fueron forzados a firmar el Protocolo de Moscú, que obligaba al gobierno a paralizar las reformas, restringir la oposición política, aceptar la invasión soviética, retractarse ante la comunidad internacional y volver a alinearse con el Bloque del Este por completo. Los soviéticos no declararon sin embargo el fin de la ocupación, que ocurriría de manera lenta y progresiva durante los siguientes años.

### “La normalización” y años posteriores.
Las relaciones entre la URSS y Checoslovaquia se habían tranquilizado, pese a que el descontento social durante los meses siguientes a la invasión sólo fue en aumento. Alexander Dubček y su gobierno comenzaron a ser vistos como traidores, vendidos a Moscú que ahora deshacían todo el progreso logrado. El desmantelamiento de la Primavera de Praga a partir del verano de 1968 se conoció como “Normalización de Checoslovaquia”. Mientras tanto, el Kremlin buscaba entre las filas del KSČ un posible sustituto para Dubček. En abril de 1969, Gustav Husák fue elegido nuevo líder del Partido, causando la dimisión de Dubček. Husák era el político más acertado para dirigir Checoslovaquia hacia el proceso de “normalización”.
Fue en aquel momento elegido no tanto por ser un firme defensor de la Doctrina Brezhnev, sino por tratarse de un líder pragmático, que entendía que sólo acabando completamente con las reformas de la Primavera de Praga, podrían encauzar las relaciones diplomáticas con Moscú. Pero el tiempo demostró que Husák sí era un comunista con tendencias hacia el autoritarismo de estilo soviético. Realizó numerosas purgas políticas, convirtió el país en un estado policial y suprimió cualquier tipo de rechazo al modelo socialista que se dictaba en la URSS.
En 1970 ambos países firmaron un nuevo Tratado de Amistad, lo que llevó a miles de miembros del KSČ a renunciar, exponiendo el descontento social y la desilusión ciudadana por lo que pudo haber sido. Los siguientes años trajeron calma social y estabilidad a Checoslovaquia, pero sólo a través de la represión estatal. 
En general, los sucesos de la Primavera de Praga demostraron que las relaciones internacionales entre la Unión Soviética y sus estados satélites no eran una cuestión de diplomacia entre iguales socialistas, sino que existía un esfuerzo logístico, de inteligencia y acción militar por parte de la URSS para asegurar el control de Europa Central y Oriental, lo que hacía imposible futuros intentos occidentales de influir en la política más allá del Telón de Acero.
Desde principios de los años 70 las relaciones entre la potencia soviética y Checoslovaquia ocurrirán de manera relativamente estable, hasta que a finales de los años 80 Husák sea incluido por Gorbachov en el famoso “Grupo de los cuatro”, anteriormente mencionado, que denotaba la desaprobación desde la URSS de la negativa de aceptar reformas por parte del presidente.

## Relaciones Unión Soviética-Hungría (1949-1989)

### Primeros años y el Levantamiento Húngaro de 1956
Si bien la primavera de Praga fue el mayor exponente de la Doctrina Brezhnev, no fue la única ocasión en que la coalición del Pacto de Varsovia intervino militarmente. El establecimiento de la República Popular Húngara (en húngaro: Magyar Népköztársaság) no fue distinto del de los demás Estados colchón soviéticos. Los primeros años de vida de este Estado trajeron la estalinización y dieron forma a una dictadura socialista directamente dependiente de Moscú. Durante el liderazgo de Mátyás Rákosi, secretario general del Partido Comunista Húngaro, el gobierno fue una marioneta de Moscú. Sus instituciones contaban con asesores rusos y la policía secreta húngara, la Autoridad de Protección Estatal o AVH (del húngaro: Államvédelmi Hatóság) era un apéndice del KGB soviético. La Unión Soviética estableció estrechos vínculos comerciales exportando a Hungría bienes de consumo y materias primas, e importando maquinaria pesada (máquinas para la fabricación de bienes) y productos químicos y farmacéuticos, una de las pocas empresas destacables del país. Pero ya para mediados de los años 50 la economía se había estancado, con una crisis dada tanto por la escasez en la producción agrícola (debida a la economía planificada) así como por una carencia de viviendas en las ciudades. Este último fue un problema que se alargó hasta los años 70 con la introducción de las viviendas de bloques socialistas de baja calidad, pero reducido coste, conocidas en húngaro como Panelház.

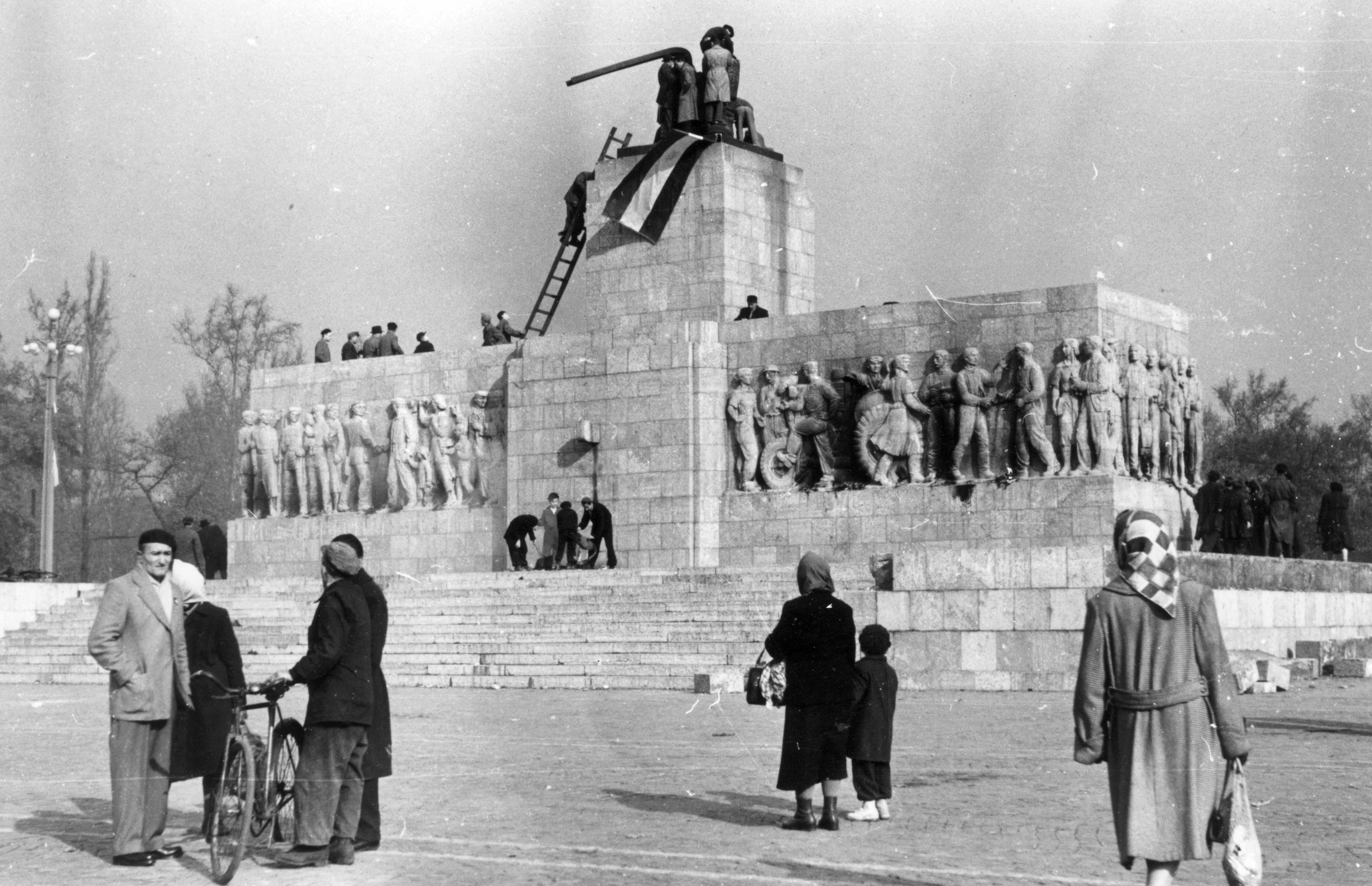
Manifestantes destruyen el Monumento a Stalin en Budapest y colocan la bandera de Hungría.

Ante el descontento popular debido a la situación socioeconómica, Rákosi dimitió en invierno de 1956, siendo sustituido por Erno Gerő. Pero las expectativas reales de que se produjeran cambios eran escasas. Por ello, miles de manifestantes se reunieron el 22 de octubre en Budapest para protestar contra la ineficacia del gobierno. Liderados por el disidente político Peter Veres, los manifestantes declararon una serie de exigencias a través de un manifiesto de dieciséis puntos con carácter político, económico e ideológico. La movilización ciudadana no hizo más que crecer, y al final del día se encontraban en las calles unas 200.000 personas, que rodearon el Parlamento, asaltaron la embajada soviética y destruyeron la estatua de Stalin en la plaza homónima. Ante esto, el gobierno de Gerő pidió formalmente asistencia a los miembros del Pacto de Varsovia. Al día siguiente, 6000 unidades soviéticas entraron en Hungría y ocuparon Budapest. Así comenzó la Revolución Húngara de 1956, también conocida como Otoño Húngaro. 
Sin embargo, un sector reformista del gobierno, encabezado por el aquel entonces primer ministro Imre Nagy, se unió a los manifestantes, permitiendo que se armaran y contando a su vez con el apoyo de una facción del ejército húngaro. Los enfrentamientos entre la población armada y las tropas de la URSS continuaron durante varios días, hasta que el 4 de noviembre el Ejército Rojo ejecutó una operación militar para abatir a los combatientes civiles. Si bien Imre Nagy fue arrestado y ejecutado, Nikita Khrushchev también exigió que se reformara el aparato político húngaro. Ernő Gerő fue destituido y se exilió en la Unión Soviética. Tras miles de muertos y el país dividido, se decidió poner al frente a un reformista moderado, János Kádár. El Kremlin estructuró cuidadosamente el nuevo gabinete y forzó al gobierno a reconocer ante las Naciones Unidas el restablecimiento de la paz gracias a la ayuda de los países del Bloque del Este. El hombre encargado de la supervisión de establecer la nueva hoja de ruta en Hungría fue Yuri Andrópov, quien años más tarde se convertiría en secretario general de la URSS entre 1982 y 1984.

### Relaciones durante el “comunismo goulash”

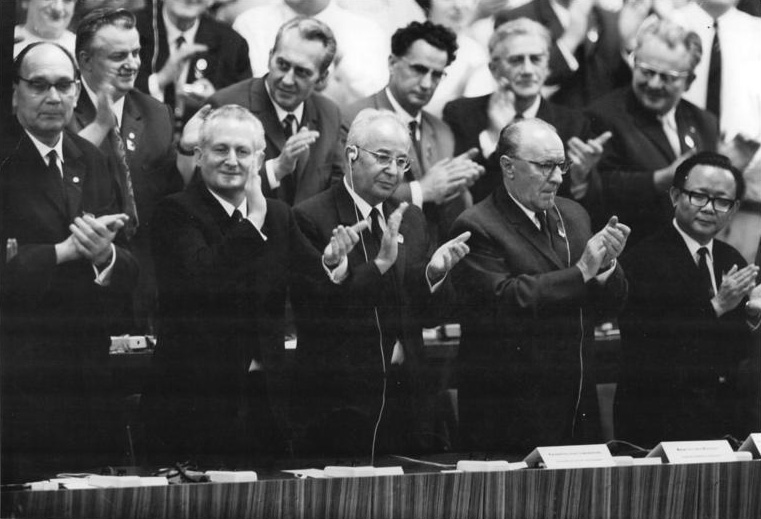
Kádár (cuarto en la primera fila) en el 8.º Congreso del Partido Socialista Unificado de Alemania en Berlín Este en 1971.

A partir de 1957 el país magiar dio un giro en materia de políticas estatales. Aunque János Kádár era un comunista ortodoxo y de la rama dura del Partido, creía que el país necesitaba urgentemente dar respuesta a las demandas sociales de “destalinización” e implementar reformas económicas. Bajo su gobierno se vivió una doble dinámica. Por un lado, Kádár perseguía a los revolucionarios responsables del Levantamiento de 1956 e instauraba de nuevo la influencia soviética en los órganos estatales. Pero, por otro lado, ejecutó mediante el Comité Central del Partido, una serie de reformas económicas que buscaban liberalizar la economía, especialmente en materia de productos agrícolas. Este plan fue conocido como el Nuevo Mecanismo Económico, e introdujo libertades comerciales para los campesinos, como la ley de oferta y demanda, produciendo cuánto quisieran y fijando ellos mismos los precios. También moderó el control sobre las empresas e incluso se permitió el comercio con países occidentales. Si bien el gobierno de Brezhnev fue crítico ante el COMECON, acabó por beneficiarse de estas medidas, pues muchos de los bienes de consumo importados a Hungría desde Occidente, acababan en la URSS.
Kádár también permitió cierta crítica hacia el estado, en lo que llamó la “oposición democrática”, si bien seguía siendo monitorizada por el ÁVH. Quizás de todos los estados satélite, la República Popular de Hungría fue el más laxo, pues contó durante más de dos décadas con la aprobación de Moscú para ampliar las libertades socioeconómicas, siempre dentro del marco trazado por la Unión Soviética. El modelo de Kádár fue conocido coloquialmente como “comunismo goulash”, queriendo decir comunismo al estilo húngaro (el goulash es el plato nacional de Hungría), y a Hungría se le comenzó a apodar la “barraca feliz”, dando a entender que era el menos mísero de los estados comunistas. Impuso las bases sobre las que se guiarían muchas reformas de aperturismo en otros países socialistas como en la China de Den Xiao Ping. Como consecuencia, el crecimiento de la economía húngara fue uno de los mayores y más rápidos dentro del Telón de Acero, y Hungría se convirtió en una autoridad económica dentro del COMECON, chocando incluso a veces con los planes soviéticos.
Los años de la perestroika y glasnost de Gorbachov, hicieron ver que las reformas aperturistas y de democratización eran especialmente fáciles de aplicar en Hungría. El país se abrió ya a mediados de los 80 al turismo y las marcas occidentales, y bandas como Queen tocaron en Budapest a partir de 1986. Gorbachov continuó presionando al gobierno de Kádár hacia la liberalización moderada del país. Pero Kádár, ya mayor y algo escéptico ante las peticiones de Moscú, dimitió en 1988, lo que abrió la puerta a la total democratización de Hungría ese año con Miklos Németh, primer ministro que desafió la autoridad del sucesor de Kádár, Károly Grósz, y acabó por liderar la transición hacia el multipartidismo en 1989, terminando así de manera efectiva con el comunismo en Hungría. 

## Relaciones Unión Soviética-Polonia (1945-1989)

Mapa que muestra las fronteras de Polonia antes de 1938 (incluye el área gris que representa el Kresy) y después de 1945. Los "Territorios recuperados" son aquellos marcados de color rosa.

La República Popular de Polonia no vivió la misma convulsión social que otros estados-tapón de la URSS, pero sí que podemos destacar una serie de cuestiones que moldearon las relaciones diplomáticas entre ambos países. La primera fue la cuestión territorial. Con la liberación de Polonia por parte del Ejército Rojo en 1945, surgió la necesidad de configurar y definir el territorio polaco. El problema: durante la guerra, los soviéticos habían invadido y anexionado gran parte de la Segunda República Polaca (1918-1939). Así, la Rutenia Roja pasó a ser parte de la RSS de Ucrania; parte de la región de Białystok pasó a la RSS de Bielorrusia; y la región de Vilna fue anexionada a la RSS de Lituania. Como solución, Stalin propuso redibujar las fronteras hacia el oeste, dando a los polacos regiones orientales del Tercer Reich. El gobierno provisional, entonces ya comunista, firmó así el Acuerdo Fronterizo polaco-soviético el 16 de agosto de 1945. De este modo la URSS afianzaba su soberanía sobre las regiones anteriormente mencionadas, y Polonia se anexionaba la región de Pomerania en el mar Báltico y la Prusia Oriental con ciudades como Breslavia y Szczecin. Además, Rusia realizó un acuerdo ventajoso por ganar también más kilómetros de costa sur que protegieran Kaliningrado (anteriormente Königsberg). El Acuerdo también trajo como consecuencia la movilización de cientos de miles de habitantes étnicamente polacos hacia la Tercera República. Para ello, el gobierno soviético y el polaco actuaron coordinadamente combinando esfuerzos de logística. 
El segundo asunto presente en las relaciones bilaterales entre estos dos estados socialistas fue el claro control soviético del aparato político polaco. Ya desde la Segunda Guerra Mundial estaba claro que Polonia se convertiría bajo mando soviético en una marioneta del Kremlin. A través de numerosas purgas y ajustes en el gobierno, los soviéticos se dedicaron durante las siguientes cuatro décadas a poner y quitar líderes a placer. Si bien se mantuvo el parlamento o Sejm, muchos de los diputados eran informantes, y el mando del país se cambiaba de mano por orden soviética, sin tener Polonia ningún líder destacado. Todos los jefes de Estado de la Polonia socialista fueron, de hecho, o bien militares o bien activos colaboradores del KGB. Cuando Moscú no estaba contento con la dirección política del país, destituía al dirigente de turno para instalar uno más fiel al régimen. El Partido Obrero Unificado Polaco o PZPR (del polaco: Polska Zjednoczona Partia Robotnicza) tenía el control total del país y estaba financiado directamente por el Partido Comunista de la Unión Soviética.
Como tercer punto, y relacionado con el segundo, hay que mencionar la presencia del Ejército Rojo en territorio polaco durante la Guerra Fría. Polonia sirvió como lugar estratégico para el emplazamiento de tropas rusas durante lo que duró el Telón de Acero. El país tenía acceso al mar en el norte, y se encontraba en Centro Europa en el Sur, protegido por los Cárpatos, pero con rutas directas hacia Checoslovaquia y Alemania Oriental. El gobierno títere de Varsovia participó activamente en el Tratado de Seguridad Colectiva y Asistencia Mutua, y fue junto a la URSS el país que más tropas movilizó allá donde se dieron revueltas anticomunistas.

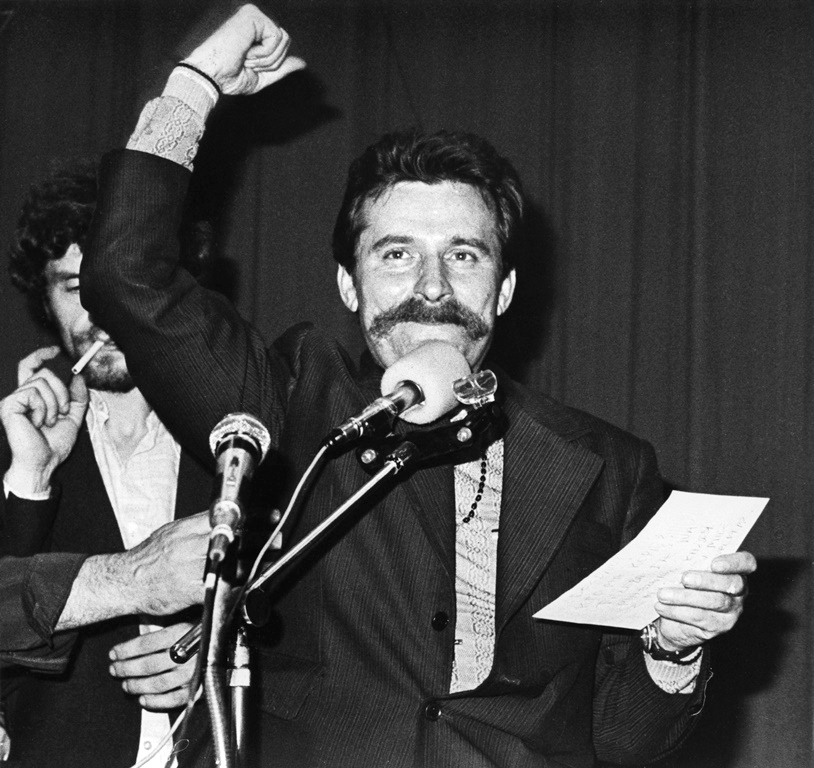
Wałęsa durante la huelga en el astillero Lenin, agosto de 1980

La última y quizás más importante cuestión que moldeó las relaciones entre Polonia y la URSS fue la persecución política y los desacuerdos entre polacos y rusos sobre cómo lidiar con ella. Pese a lo comentado anteriormente, el PZPR tendía a ser algo más liberal con la disidencia que en otros países comunistas como la RDA o la URSS. El descontento social a finales de los años 70 llevó a trabajadores de todo el país a protestar contra el control soviético de la economía estatal. En especial, el impulso y crecimiento del sindicato Solidaridad (en polaco: Solidarność) y su actuación durante la huelga del Astillero Lenin de 1980 en Gdansk, dieron a conocer al mundo a opositores como el activista Lech Wałęsa. Los Acuerdos de Gdansk de ese mismo año, entre el gobierno polaco y los huelguistas, legalizó el sindicato Solidaridad, lo que fue duramente criticado por el Kremlin. La delegación soviética en Varsovia obligó al gobierno de Wojciech Jaruzelski a endurecer medidas y declarar la ley marcial para ilegalizar de nuevo al sindicato y arrestar a los manifestantes. Pero lo cierto es que el PZPR se opuso a la mano dura de la URSS y las medidas trajeron la crítica dentro de las propias instituciones socialistas polacas. 

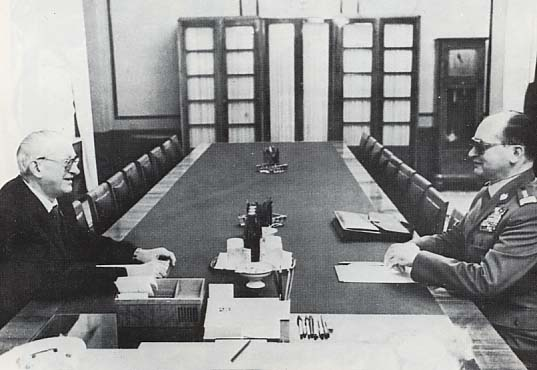
Reunión entre Wojciech Jaruzelski y Yuri Andropov en Moscú, 1982

Otra preocupación del gobierno soviético era la influencia de la iglesia católica en Polonia. La oposición del papa, el también polaco Juan Pablo II, al régimen socialista, apoyaba la causa de la oposición. Si bien Jaruzelski trató de frenar la influencia del Vaticano en el país, no se logró. Tanto el Papa como Lech Wałęsa se convirtieron durante la década de los 80 en las figuras clave en la lucha contra el comunismo. Ya en 1989, en plena perestroika, y con el beneplácito de Gorbachov, el gobierno polaco se reunió en Varsovia con el sindicato Solidaridad, y negociaron reformas sociales que pudieran aliviar el enorme enfado social con el alto mando. Sin embargo, el resultado se vio reflejado en los Acuerdos de la Mesa Redonda, en los que se aceptó la transición hacia el liberalismo. El primer ministro Tadeusz Mazowiecki (futuro líder de los democristianos) se encargó de ejecutar las peticiones del grupo de Wałęsa: se permitió el multipartidismo, la libertad religiosa, de expresión, de prensa, etc. Se convocaron elecciones libres y para 1990 Jaruzelski dimitió como jefe de Estado, poniendo fin al régimen comunista en Polonia.

## Relaciones Unión Soviética-Rumanía (1947-1989)

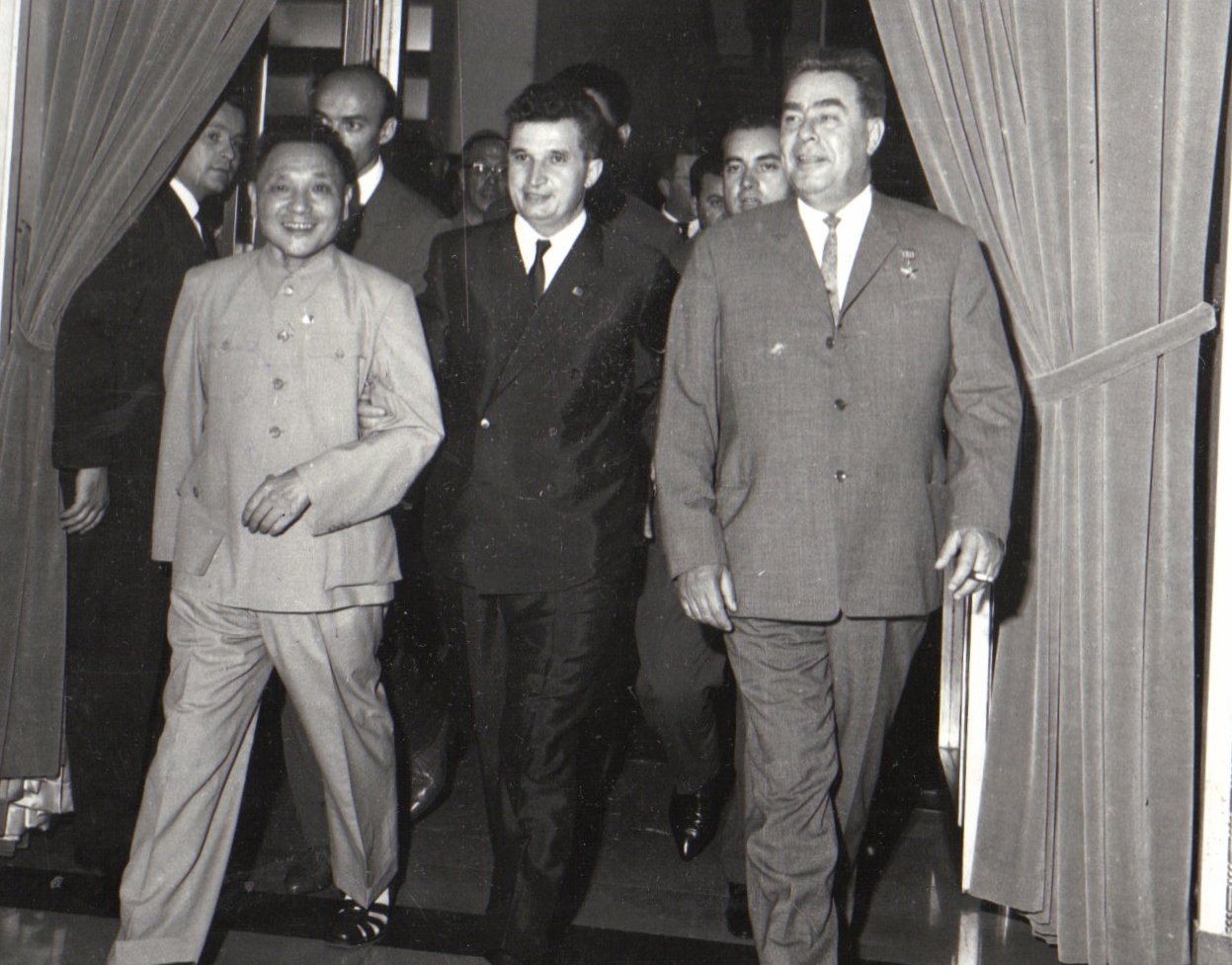
Ceaușescu con Deng Xiaoping y Leonid Brezhnev en 1965

Si bien la República Popular Rumana vio la luz en 1947 con la victoria comunista en unas elecciones amañadas y la eliminación de la casa real, no son los primeros años del país, bajo Gheorghe Gheorghiu-Dej, en los que pretendo centrarme. Más bien, para entender la historia de Rumanía tras el Telón de Acero debemos adelantarnos hasta 1965, con la subida al poder de Nicolae Ceaușescu. Fue este secretario general del partido comunista, quien controló el país con puño de hierro hasta el fin de la guerra fría, instaurando de facto una dictadura totalitaria desde 1971. Ceaușescu transformó el país en la República Socialista de Rumanía a partir de 1965, dando comienzo a una etapa de purgas y represión política sin precedentes. Ceaușescu creía ser defensor de la ortodoxia comunista, lo que le hizo desentonar con el plan de acción trazado desde Moscú, cosa que siempre molestó a los inquilinos del Kremlin. Aunque nunca salió del Pacto de Varsovia, se negó a la ocupación soviética de otros estados del Bloque, y no participó activamente de la movilización de tropas. Criticó la actuación de sus aliados y en especial con relación a la Primavera de Praga, como anunció durante el discurso del 21 de agosto de 1968, lo que le valió el enfado de Brezhnev, quien enfrió las relaciones entre ambos países. 
El enfrentamiento con la URSS no terminó ahí. Ceaușescu nunca defendió a la Unión Soviética ante sus diferencias con China, como sí hacían los demás estados-satélite europeos. Tampoco quiso depender económicamente de la URSS y buscó una mayor colaboración comercial con otros miembros del COMECON como Bulgaria. Fue considerado por muchos como el tercer rupturista, junto al albanés Enver Hoxha y el yugoslavo Tito. A partir de la invasión soviética de Afghanistán en 1979, Ceaușescu se distanció aún más de Brezhnev y los siguientes líderes bolcheviques.

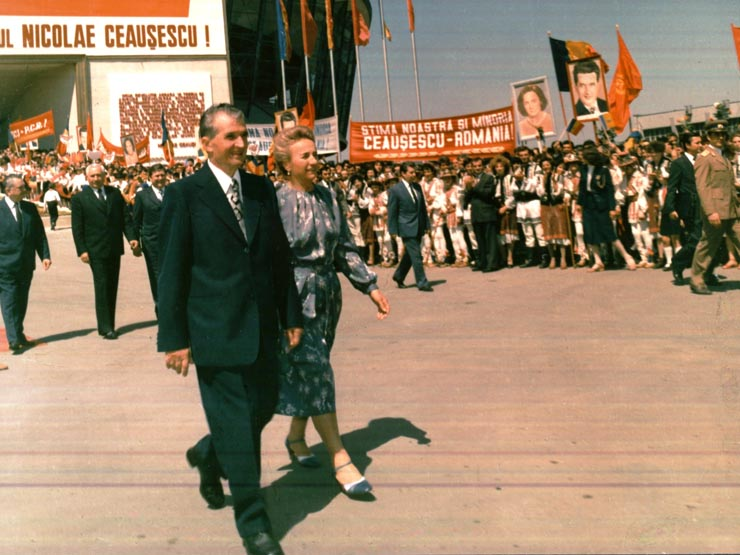
Para los años 70, los Ceaușescus habían desarrollado un gran culto a su personalidad.

Pero las tensas relaciones entre la URSS y Rumanía no surgían sólo de la política exterior rumana, sino también debido al propio comportamiento del líder en su país. En plena era de “destalinización” y reformas al modelo de Khrushchev y Brezhnev por toda la Europa comunista, Nicolae Ceaușescu impuso junto a su esposa Elena Petrescu el culto a la personalidad, convirtiéndose en una figura de mando supremo en el país al nombrarse Conducător (algo así como “conductor del pueblo”). La pareja controlaba Rumanía de forma tiránica, y el gobierno se dedicaba a ejecutar las extravagantes órdenes de su líder: gastando ingentes cantidades de dinero en obras faraónicas mientras el pueblo se moría de hambre. Y pese a esta política interior, lo que más molestaba al alto mando soviético era que la desobediencia del gobierno rumano retrataba a Ceaușescu como un aperturista a ojos de las potencias occidentales.
Pasando el país por tal situación, la cuestión de cómo fue posible que Ceaușescu se mantuviera en el poder sin sufrir una intervención por parte de la URSS o de las potencias occidentales se explica por lo siguiente: durante las visitas diplomáticas al Palacio del Pueblo, sede del gobierno rumano, como las de Nixon y De Gaulle a finales de los 60 o la de Brezhnev en 1976, el Conducător se dedicó a grabar conversaciones a través de la policía secreta del país, la Securitate. También instaló decenas de centros de monitorización controlados por el servicio de inteligencia militar rumano para pinchar llamadas en embajadas y edificios del gobierno. De ese modo el dictador rumano obtuvo un seguro de vida, volviéndose intocable tanto dentro como fuera del bloque del Este.
El resultado de todo esto fue un gobierno estable, pero apartado de la Unión Soviética, quienes a su vez prefería alejarse de Ceaușescu. Rumanía se convirtió en uno de los países más pobres de Europa, hundido en una crisis económica crónica y bajo la tiranía de un líder paranoico y totalitario. Las cosas entre Bucarest y Moscú no mejoraron con la llegada al poder de Mikhaíl Gorbachov, quien incluyó a Ceaușescu en el “Grupo los cuatro”, por su negativa a democratizar el régimen. Décadas de atraso y represión acabaron por hacer mella y el 16 de diciembre de 1989, protestas masivas que comenzaron en Timișoara, acabaron con su gobierno cuando el ejército irrumpió en el Palacio del Pueblo y lo arrestó el día de Navidad de ese mismo año. Ceaușescu y su esposa Elena fueron juzgados por un tribunal militar y ejecutados ese mismo día, iniciando la transición hacia el fin del socialismo en Rumanía.